# Кочани (община)
Община Кочани (мак. Општина Кочани) — община в Північній Македонії. Адміністративний центр — містечко Кочани. Розташована в східній частині Македонії Східний статистично-економічний регіон з населенням 38 092 мешканців, які проживають на площі — 360,36 км².